# سیدآبادو
سیدآبادو روستایی در دهستان قهاب رستاق بخش امیرآباد شهرستان دامغان استان سمنان ایران است.
نام خانوادگی اکثر خانوار این روستا از طایفه مطهری نژاد و حیدرهایی،حیدری،کیوانشاد می‌باشند.

## جمعیت
بر پایه سرشماری عمومی نفوس و مسکن در سال ۱۳۹۵ جمعیت این مکان ۲۲ نفر (۷خانوار) بوده‌است.